# Jüdische Gemeinde Aach
Eine Jüdische Gemeinde in Aach, einer Ortsgemeinde im Landkreis Trier-Saarburg in Rheinland-Pfalz, bestand schon im Mittelalter.

## Geschichte
In Aach werden 1418 erstmals Juden genannt, denn aus dem Kurfürstentum Trier ausgewiesene Juden ließen sich am Ort nieder. Obwohl das Dorf in der Nähe Triers liegt, gehörte es nicht zum Kurfürstentum Trier, sondern als reichsfreie Herrschaft dem Trierer Benediktinerinnenkloster St. Irminen, das Juden gestattete, sich im Ort anzusiedeln.
Die neuzeitliche jüdische Gemeinde entstand im 18. Jahrhundert. Einige Zeit gehörten auch die in Butzweiler lebenden jüdischen Einwohner zur Gemeinde in Aach. In der zweiten Hälfte des 19. Jahrhunderts ging die Zahl der Gemeindemitglieder durch Aus- und Abwanderung wie überall auf dem Lande zurück. 
Die jüdische Gemeinde besaß eine Religionsschule und ein rituelles Bad (Mikwe). Der angestellte Religionslehrer war zugleich als Vorbeter und Schochet tätig. 
Die Juden in Aach lebten vor allem vom Viehhandel und vom Handel mit Pelzen, Fellen und Bienenwaben. Es gab auch jüdische Handwerker, eine Gastwirtschaft und ein Kolonialwarengeschäft im Besitz jüdischer Familien.

## Betsaal und Synagoge

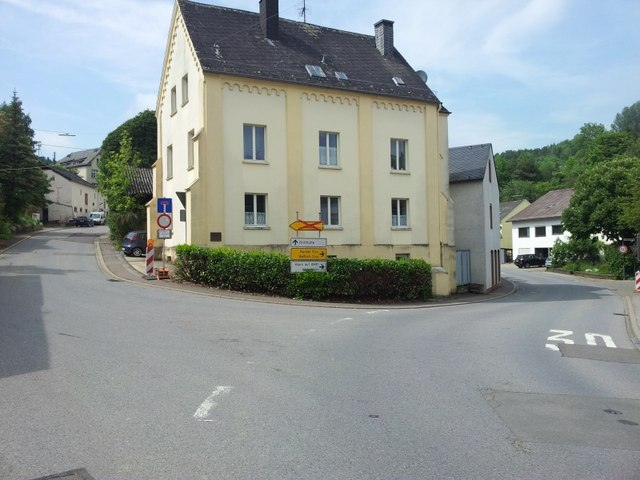
Ehemalige Synagoge, Neweler Straße 2

Zunächst war ein Betsaal beziehungsweise eine erste Synagoge vorhanden, denn 1808 wird berichtet, dass die Juden aus Butzweiler und Welschbillig dem Gottesdienst in Aach beiwohnten. Wegen der gestiegenen Zahl der Gemeindeglieder in der Mitte des 19. Jahrhunderts plante die Gemeinde einen Synagogenneubau. Der Trierer Architekt Christian Wilhelm Schmidt, der auch die Synagoge in Trier errichtet hatte, wurde mit der Planung beauftragt. Die 1860 erbaute Synagoge in der Neweler Straße 2 weist große Ähnlichkeit mit der Synagoge in Trier auf. Neuromanische Stilelemente wie Lisenen, Rundbogenfenster und Rundbogenfriese prägen bis heute das Bauwerk.
Beim Novemberpogrom 1938 wurde die Inneneinrichtung völlig zerstört. Die in Brand gesteckte Synagoge wurde wieder gelöscht, um die Nachbarhäuser zu schützen. Während des Zweiten Weltkriegs wurde die Synagoge von der Wehrmacht als Kriegsgefangenenlager genutzt.
In den 1950er Jahren wurde das Synagogengebäude zu einem Wohnhaus umgebaut. An dem seit 1995 unter Denkmalschutz stehenden Gebäude wurde 1998 eine Gedenktafel angebracht.

## Gemeindeentwicklung
| Jahr | Gemeindemitglieder                   |
| ---- | ------------------------------------ |
| 1795 | 3 Familien                           |
| 1808 | 57 Personen, etwa 21 % der Einwohner |
| 1828 | 68 Personen, etwa 20 % der Einwohner |
| 1855 | 85 Personen                          |
| 1900 | 14 Familien                          |
| 1933 | 38 Personen, 7,8 % der Einwohner     |
| 1937 | 15 Personen                          |

## Nationalsozialistische Verfolgung
Einige Familien konnten in der Zeit des Nationalsozialismus auswandern. Beim Novemberpogrom 1938 wurden die jüdischen Häuser demoliert und die Synagoge geschändet. Mit den Deportationen 1942 und 1943 wurden die letzten in Aach lebenden jüdischen Bürger in die Vernichtungslager deportiert. 
Das Gedenkbuch des Bundesarchivs verzeichnet 28 in Aach geborene jüdische Bürger, die dem Völkermord des nationalsozialistischen Regimes zum Opfer fielen.

## Friedhof
Der jüdische Friedhof in Aach befindet sich am Ortsausgang in Richtung Trier unmittelbar rechts an der Straße. Wann der jüdische Friedhof angelegt wurde, ist nicht bekannt. 1930 wurde er noch einmal erweitert und in der Zeit des Nationalsozialismus 1942 durch Mitglieder der Hitlerjugend geschändet. Im Laufe des Zweiten Weltkriegs wurden alle Grabsteine (Mazewot) zerstört und der Friedhof abgeräumt. 
Ein einzelner Grabstein, der nach 1945 wieder aufgestellt wurde, ist der für Samuel Levy und seinen im Ersten Weltkrieg gefallenen Sohn Adolf Levy.
Nach 1945 wurde ein Mahnmal mit den Namen der auf dem Friedhof Beigesetzten aufgestellt.